# ノヴォ・セロ (ブルガリア)
座標: 北緯44度10分 東経22度47分 / 北緯44.167度 東経22.783度

ノヴォ・セロ
Ново селоノヴォ・セロ ブルガリア内のノヴォ・セロの位置

ノヴォ・セロ（ブルガリア語:Ново село / Novo selo）はブルガリア北西部の村、およびそれを中心とした基礎自治体。ヴィディン州に属する。ドナウ川右岸（南岸）にあり、町の名前は「新しい村」を意味する。

## 地理と産業
ヴィディンか25 キロメートル北北西、セルビアとの国境となっているティモク川（Тимок / Timok）河口から12キロメートル西であり、ドナウ川を挟んで北側はルーマニアのメヘディンツィ県である。町の主力産業はワイン生産である。

## 歴史
イタリアの旅行家ルイージ・フェルディナンド・マルシリ（Luigi Ferdinando Marsigli）によれば、町は1700年ごろ建設され、プロチュヌツ（Просънъц / Prosǎnǎc）と名づけられた。疫病と火災により村は一時無人となり、村人の子孫は1772年に帰還し、新たに村を再建した。クリミア戦争の後、地元の政府がつくられ、村長と村議会の選挙が実施された。
それに続く1878年のブルガリア解放では、ノヴォ・セロはヴィディン州の一部となり、1979年1月1日より周囲5村を含むノヴォ・セロ自治体の中心地となった。

## 施設
ブルガリア正教会の聖ニコライ聖堂の建造は1825年に始められた。鐘はハンガリーのペシュトから持ち込まれた。公民館施設チタリシテ（Читалище / chitalishte）は1930年に建設された。この年はまた、戦争の苦難を記憶した年でもある。町のもうひとつのシンボルは時計塔であり、1931年に建設された。ノヴォ・セロには小さな川港、浜、孤児院もある。

## 言語
ノヴォ・セロはまた、西にセルビア語の、南にトルラク方言（Torlak）の、そしてアルーマニア語の語彙的影響を受け入れた独特な方言で知られている。ノヴォ・セロのモットーは地元の方言で「Ми смо си ми / Mi smo si mi 」（我々は、我々だ）である。

## ギャラリー

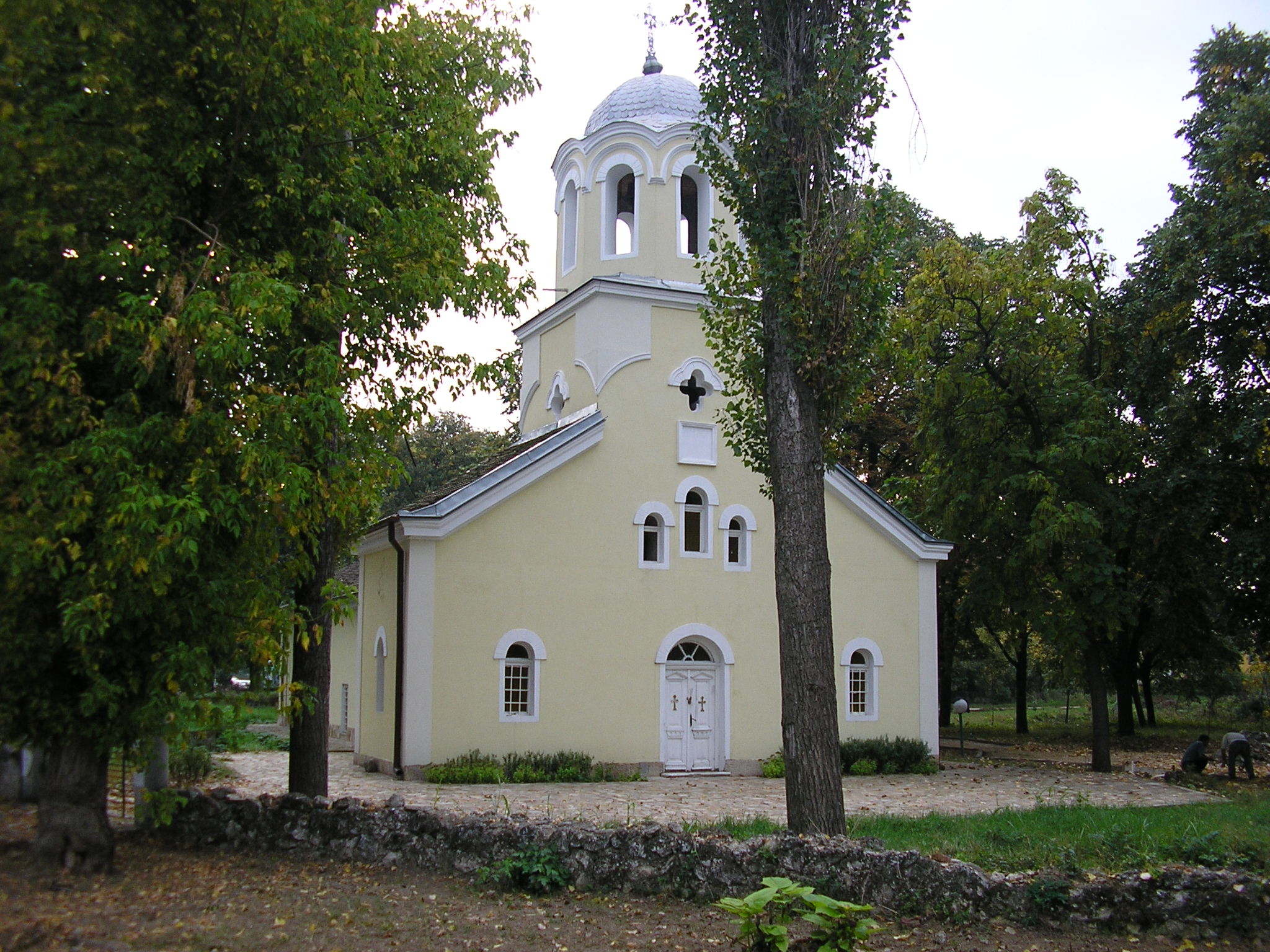
聖ゲオルギ聖堂
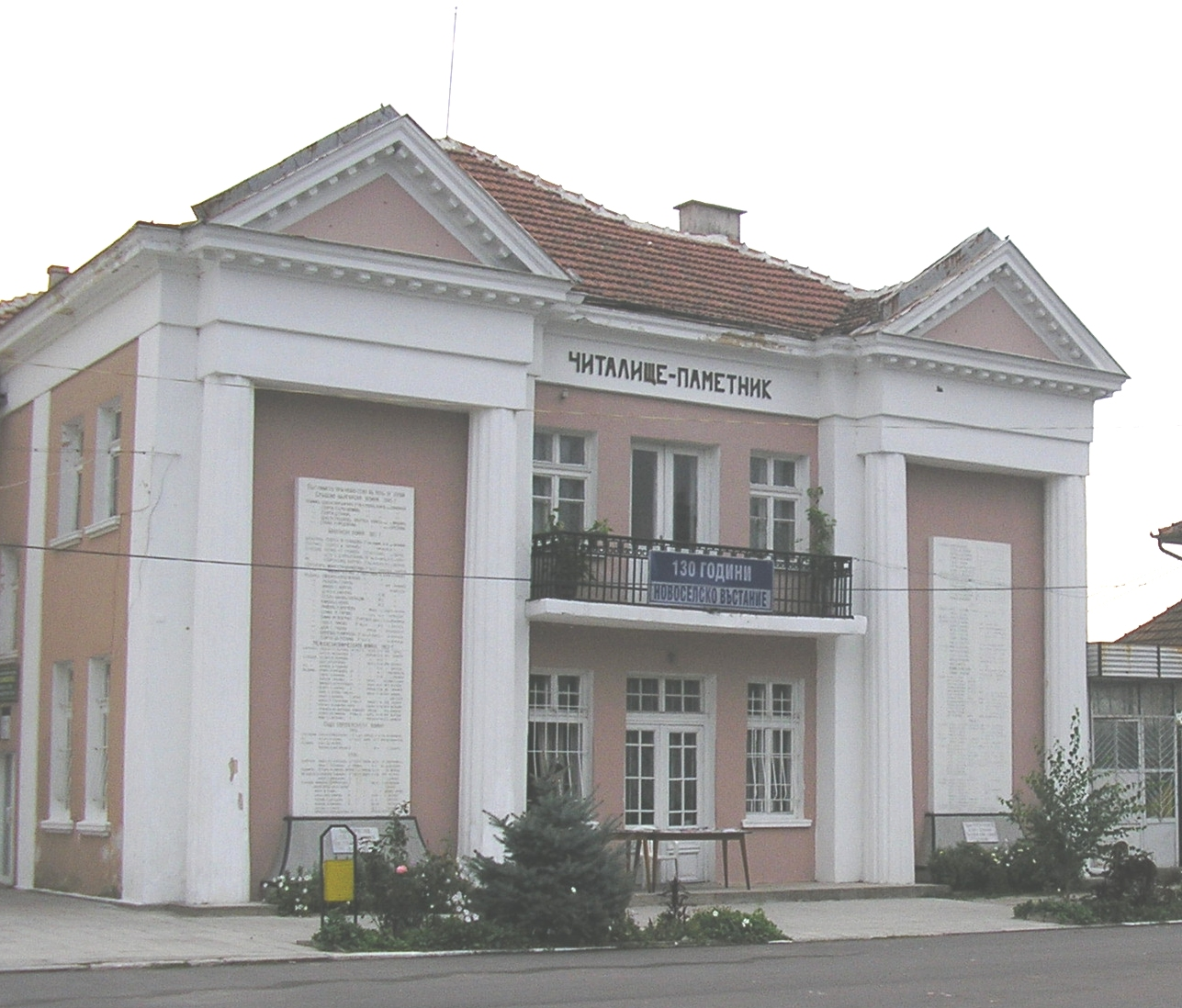
公民館
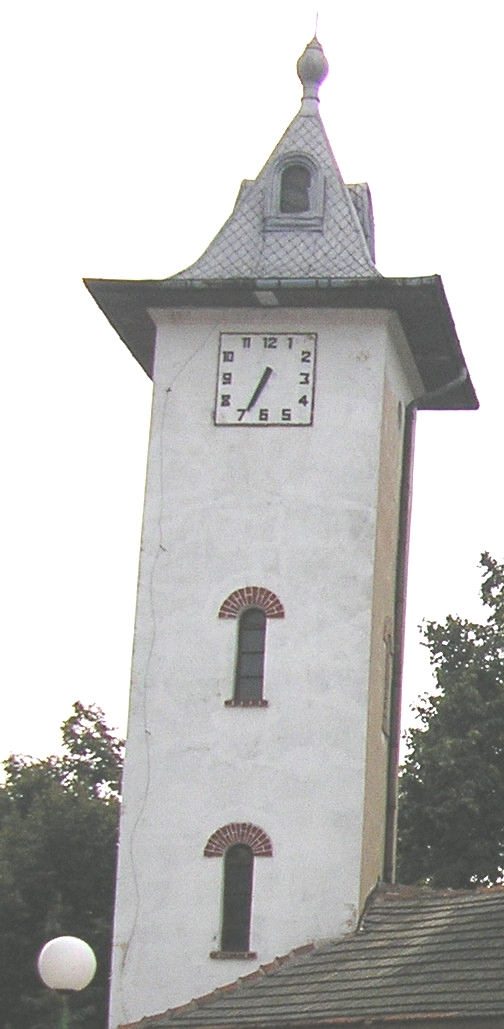
時計塔
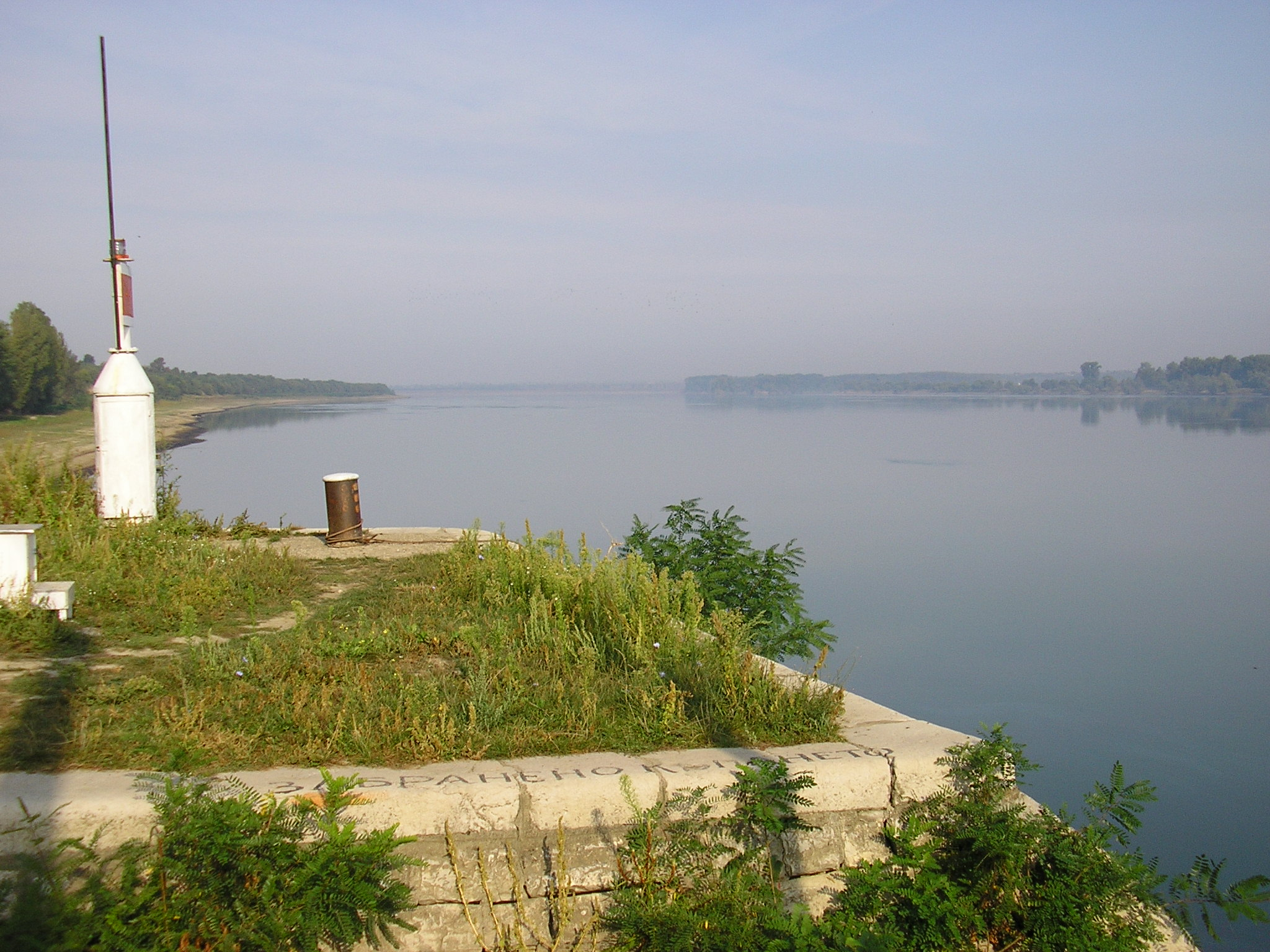
ドナウ川の眺め

## 町村
ノヴォ・セロ基礎自治体（Община Ново село）には、その中心であるノヴォ・セロをはじめ、以下の町村（集落）が存在している。
- Винарово
- Неговановци
- Ново село

- Флорентин
- Ясен